# Meiolania
A Meiolania óriásteknősök egy nemét jelenti, amelynek utolsó fajai a pleisztocén végére tűntek el Ausztráliából.
Maradványaik az ausztráliai Queensland-ből és a Tasman-tenger szigeteiről ismertek (például a Lord Howe-szigetcsoport) a 19. század utolsó negyedétől. A Meiolania nem érdekessége, hogy példányaik a koponyájukon két kis szarvat viseltek, amelyek rendszerezésükkor az akkori híres paleontológust, Richard Owen-t is félrevezették.
Az első, 1879-ben talált „szarvas teknős” (Meiolaniidae) maradványt megtalálója, G. F. Bennett még teknősnek írta le, de a maradványokat elküldte Owen-nek, aki egy varánusz-szerű szarvas gyíkot látott bennük, el is nevezte Megalania prisca-nak (ez a név később egy hatalmas (szarvatlan) varánusz-szerű hüllőé maradt).
Meiolaniidae család első képviselői a mezozoikum végén jelenhettek meg az egykori Gondwana területén. Erre utal, hogy maradványaikat megtalálták a mai Argentínában is.
A Meiolania óriásteknősök szárazföldi teknősök voltak, mint a manapság a Galápagos-szigeteken élő társaik. Méretük és tömegük akkora lehetett, mint egy bogárhátú Volkswagené.
A nem utolsó példányai a pleisztocén végére haltak ki: egyesek szerint a mai ausztrál bennszülöttek őseinek túlzott vadászata miatt (pleisztocén megafauna), akik tojásaikért vagy húsukért vadászhatták őket.